# 平黃經
平黃經是在太空動力學或天體力學中，天體在 軌道傾角為0的假想圓軌道上運動的黃經值。平黃經對時間的變化是一個常數，只有在近心點與遠心點的值會與真黃經相同。

## 計算
平黃經{\displaystyle L\,}可以由下式計算：
{\displaystyle L=M+{\bar {\omega }}=M+\Omega +\omega \,}
此處：
- {\displaystyle M\,}是軌道的平近點角，
- {\displaystyle {\bar {\omega }}\,} 是軌道的近心點經度，
- {\displaystyle \Omega \,}是升交點黃經和
- {\displaystyle \omega \,}是近心點角